# فرودگاه سیلگوفیورور
فرودگاه سیلگوفیورور (به انگلیسی: Siglufjörður Airport) یک فرودگاه همگانی با کد یاتا SIJ است که یک باند فرود آسفالت دارد و طول باند آن ۱۰۸۴ متر است. این فرودگاه در کشور ایسلند قرار دارد و در ارتفاع ۳ متری از سطح دریا واقع شده است.